# 福島県道157号久之浜港線
福島県道157号久之浜港線（ふくしまけんどう157ごう ひさのはまこうせん）は、福島県いわき市にある一般県道。

## 概要
- 起点 - いわき市久之浜町久之浜字舘ノ山（久之浜港）
- 終点 - いわき市久之浜町久之浜字沢目（久之浜駅前交差点）
- 総延長 - 672 m[1]
  - 実延長 - 総延長に同じ
- 路線認定年月日 - 1959年8月31日[2]

久之浜港と国道6号を結ぶいわゆる港県道として指定された県道である。終点で接続する福島県道161号久之浜停車場線と合わせ、JR久ノ浜駅前から蔭磯橋西詰にかけての区間に久之浜はまかぜロードの愛称がつけられ、景観形成重点地区に条例で制定されている。

## 道路施設
- 蔭磯橋（全長79.4 m[4]　大久川）

東日本大震災による津波により損傷を受けた旧橋梁の架け替えとして橋梁部を含む周辺500 mが久之浜震災復興土地区画整理事業の一環として2015年3月に工事着手、2017年3月27日に幅員14.0 m（うち車道部6.0 m）の街路として開通した。4枚の銘板は地域住民によって揮毫され、作者を招き開通に先立つ3月22日、23日に取り付けが行われた。
なお、区画整理区域外の当路線終点側100 mについては2018年3月30日に同様の幅員の街路として供用が開始された。

## 接続路線
- 福島県道395号四倉久之浜線（旧国道6号）・福島県道161号久之浜停車場線（終点・久之浜駅前交差点）

## 通過する自治体
- 福島県
  - いわき市